# جنگ‌افزار پرتوزا
جنگ‌افزار پَرتُوزا (به انگلیسی: Radiological Weapon) یا دستگاه پراکنش پرتو، به هر نوع جنگ‌افزاری گفته می‌شود که با هدف کشتن یا تخریب، به پراکندن مواد پرتوزا بپردازد.
مشهورترین این جنگ‌افزارها، بمب کثیف است که نه یک بمب هسته‌ای به‌شمار می‌رود و نه قدرت انفجار مشابهی با آن دارد. معمولاً این سلاح برای از بین بردن زباله‌های بیمارستانی یا سوخت هسته‌ای نیروگاه‌ها به کار برده می‌شوند.
عملیات‍ی که در آن از مواد یا تابش‌های پرتوزا برای آسیب‌رساندن به دشمن یا محدود کردن او در منطقهٔ عملیات استفاده می‌شود، عملیات پرتوزایی نام دارد. به فضای موجود در منطقه‌ای که آلوده به تابش پرتوی است، محیط پرتوزده گفته می‌شود. پدافندی که در برابر خطرات مربوط به تابش ناشی از جنگ‌افزارهای هسته‌ای یا پرتو ایجاد شده باشد پدافند پرتوی نامیده می‌شود.